# Семь друзей Юссике
«Семь друзе́й Ю́ссике» (эст. Jussikese seitse sõpra) — советский мультфильм 1967 года, созданный режиссёром Хейно Парсом по одноимённой книге Сильви Вяльял на студии «Таллинфильм».

## Сюжет
Мальчик по имени Юссике очень любил воскресенье. Однажды Юссике спросил у мудрой совы: «Где живут дни недели»? Сова ему ответила, что в одноимённой стране. Юссике очутился в стране дней недели и стал всем помогать: Понедельнику помог убрать сено, вторнику — построить дом, среде — поймать телёнка, четвергу — поймать рыбу, пятнице — посадить цветы, субботе — подготовить баню. И вот воскресенье! Все начали танцевать.

## Создатели
- Режиссер: Хейно Парс
- Оператор: Антс Лооман
- Художник: Георгий Щукин
- Аниматоры: Е.Балашова, Тойво Куллес, Калью Курепыльд
- Композитор: Юло Винтер
- Звукооператор: Герман Вахтель
- Редактор: Сильвия Кийк
- Автор текста: Сильвия Вяльяла
- Куклы сделали: Тийт Люттер, Пеэтер Кюннапу, Илдьмар Тамре
- Декорации сделал: Хилле Мянник
- Очистка и раскраска кукол: Тойво Куллес
- Директор: Владимир Коринфский

## Съёмочный процесс
- Разрешение Сильви Вяльял на постановку кукольного фильма по мотивам ее книги «Семь друзей Юссике»: 12 января 1967 г.
- Подготовительный период: 2 января —12 марта 1967 г.
- Съёмки: 13 марта — 15 мая 1967 г.
- Монтаж: 16 мая — 12 июня 1967 г.
- Сдача фильма: 12 июня 1967 г.
- Бюджет: 25 620 сов. руб.[1]

## Критика
Работа Хейно Парса разнообразна по жанрам, его поиски, как лучи, расходятся в разные стороны, вновь и вновь преломляясь в главной для него сфере. Сфера эта — киноискусство для детей.
Характерен для этой линии творчества Парса фильм «Семь друзей Юссике» (1967), в котором использованы бумажные вырезки. В основе утверждаемых режиссером нравственных принципов лежит представление о труде как главном начале, без которого человеческая жизнь теряет свой смысл и значение.
— Асенин С. В. «Мир мультфильма»